# Corry (Pensylwania)
Corry – miasto w Stanach Zjednoczonych, w stanie Pensylwania, w hrabstwie Erie. Według spisu ludności z roku 2000, w Corry mieszka 6605 mieszkańców.